# Cantoneses
El pueblo cantonés (en chino tradicional, 廣府人; en chino simplificado, 广府人; jyutping, gwong2 fu2 jan4; Yale cantonés, Gwóngfú Yàhn; literalmente, ‘gente de Guangfu’) son chinos han provenientes o que residen en las provincias de Guangdong y el este de Guangxi (juntos conocidos como Liangguang), en China continental. El término «pueblo cantonés» a menudo es sinónimo del pueblo Punti (en chino, 本地人; jyutping, bún déi yàhn). También se les conoce como «Hoa» en Vietnam, «Kongfu» en Malasia y «Konghu» en Indonesia.
Históricamente centrada en la región del delta del río Perla en Guangdong, la gente cantonesa también fue responsable de establecer el uso de la lengua cantonesa en Hong Kong durante la migración temprana a la época colonial. Hoy en día, Hong Kong y Macao son las únicas regiones en el mundo donde el cantonés es el idioma oficial hablado, con la influencia mixta del inglés y el portugués, respectivamente. El cantonés es tradicionalmente y sigue siendo hoy en día un idioma de mayoría en Guangdong y el este de Guangxi, a pesar de la creciente influencia del mandarín. Actualmente hay alrededor de nueve millones de hablantes de cantonés en el exterior.
Los taishaneses (四邑廣府人) también pueden considerarse cantoneses, pero hablan taishaneses (台山話), una variante diferente del chino de Yue. Ha habido varias figuras cantonesas influyentes a lo largo de la historia, como Yuan Chonghuan, Bruce Lee, Ching Shih, Lee Shau-kee, Ho Ching y Flossie Wong-Staal.